# سیمون بولیوار
سیمون خوسه آنتونیو د لا سانتیسیما ترینیداد بولیوار ای پالاسیوس پونته‌ای بلانکو معروف به سیمون بولیوار (به اسپانیایی: Simón José Antonio de la Santísima Trinidad Bolívar y Palacios Ponte y Blanco)، فرمانده انقلابی و سیاستمدار ونزوئلایی، رهبر انقلاب‌های آزادی‌بخش آمریکای لاتین از استعمار اسپانیا بود. بولیوار معروف به آزادیبخش (liberator)، ونزوئلا، بولیوی، کلمبیا، اکوادور، پرو و پاناما را از استعمار امپراتوری اسپانیا رهاند و رئیس‌جمهور پرو شد.
بولیوار در کاراکاس (پایتخت ونزوئلا) در یک خانواده ثروتمند متولد شد و همان‌طور که در دوران او برای خانواده‌های طبقه بالا معمول بود، در سن جوانی برای تحصیل در خارج از کشور اعزام شد؛ در حالی که ۱۶ ساله بود وارد اسپانیا شد و بعداً به فرانسه رفت. زمانی که در اروپا بود با ایده‌های روشنگری آشنا شد، که بعداً انگیزه او را برای سرنگونی اسپانیایی‌های حاکم در استعمار آمریکای جنوبی فراهم کرد. بولیوار با بهره‌گیری از بی نظمی در اسپانیا که ناشی از جنگ شبه جزیره بود، مبارزات خود را برای استقلال در سال ۱۸۰۸ آغاز کرد. مبارزات استقلال گرانادای جدید با پیروزی در نبرد بویاکا در ۷ اوت ۱۸۱۹ تثبیت شد. وی طی سه سال کنگره ملی سازمان یافته‌ای را ایجاد کرد. علی‌رغم موانع متعددی، از جمله ورود یک نیروی اعزامی بی‌سابقه اسپانیایی، سرانجام انقلابیون پیروز شدند، که در نهایت به پیروزی میهن پرستانه در نبرد کارابوبو در سال ۱۸۲۱ منجر شد، که باعث شد ونزوئلا به کشوری مستقل تبدیل شود. پس از این پیروزی بر سلطنت اسپانیا، بولیوار در تأسیس اولین اتحادیه ملتهای مستقل در آمریکای لاتین، گرن کلمبیا، که وی رئیس‌جمهور آن از ۱۸۱۹ تا ۱۸۳۰ بود، شرکت کرد و بولیوی به نام وی نامگذاری شد. وی به‌طور همزمان رئیس گرن کلمبیا (ونزوئلا، کلمبیا، پاناما و اکوادور کنونی)، پرو و بولیوی بود، اما اندکی بعد، فرمانده دوم وی، آنتونیو خوزه دو سوکر، رئیس‌جمهور بولیوی شد. بولیوار ۱۰۰ جنگ انجام داد که ۷۹ مورد مهم بود و در طول لشکرکشی‌های خود ۷۰۰۰۰ کیلومتر سوار بر اسب شد که ۱۰ برابر بیشتر از هانیبال، سه برابر ناپلئون و دو برابر اسکندر است. بولیوار به عنوان یک نماد ملی در بیشتر آمریکای جنوبی مدرن دیده می‌شود. در اواخر عمر، بولیوار از اوضاع منطقه زادگاه خود ناامید شد و جمله معروف «همه کسانی که به انقلاب خدمت کردند دریا را شخم زده‌اند» را به زبان آورد.

## خانواده بولیوار

### ریشه نام خانوادگی
نام بولیوار از اشراف‌زاده‌های ساکن روستای کوچک لا پوبلا د بولیوار در باسک اسپانیا، آغاز گرفته شده‌است. خانواده مادری پدر بولیوار از خانواده آردانزا بود. مادر بزرگ مادرش از خانواده‌های ساکن جزایر قناری بوده‌است.

### قرن شانزدهم
خانواده بولیوار در قرن شانزدهم به ونزوئلا آمد. اولین فرزند این خانواده بولیوار در آمریکای جنوبی، سیمون بولیوار بود که از سال ۱۵۵۹ تا ۱۵۶۰ با استاندار سانتو دومینگو زندگی و کار کرد. هنگامی که حاکم ونزوئلا توسط پادشاهی اسپانیا در سال ۱۵۶۹ مجدداً منصوب شد، سیمون بولیوار هم با او رفت. او به عنوان یک مهاجر در ونزوئلا، اسپانیا، در جامعه محلی برجسته بود و او و فرزندانش املاک و مستاجران و موقعیت‌های خود را در کابیدو محلی دریافت کردند.
هنگامی که کلیسای کاراکاس در سال ۱۵۶۹ ساخته شد، خانواده بولیوار یکی از اولین کلیساهای اختصاصی را داشتند. مهم‌تر از این ثروتی بود که او از مزارع نیشکر بدست می‌آورد. بخش دیگری از ثروت بولیوار از معادن نقره، طلا و مس حاصل می‌شد. معادن کوچک طلا اولین بار در سال ۱۶۶۹ در ونزوئلا استخراج شد و بدنبال آن معادن مس نیز کشف و استخراج شد. بولیوار از طرف مادرش (خانواده پالاسیوس)، معادن مس آروا را در کوکوروت به ارث برد. بردگان بومی آمریکایی و آفریقایی کار اصلی را در این معادن انجام می‌دادند.

### قرن هفدهم
در پایان قرن هفدهم، استخراج مس در ونزوئلا بسیار رونق گرفت و این فلز به عنوان مس کاراکاس شناخته شد.
بسیاری از معادن مس در تملک خانواده بولیوار بود. در سال ۱۷۲۸ پدر بزرگ بولیوار خوان د بولیوار مارتینز دویله گاس ۲۲۰۰ دوکاتس را بخاطر واگذاری معدن توسط فیلیپ پنجم پادشاه اسپانیا به صومعه سانتا ماریا اهدا کرد. پادشاه اسپانیا ولی هرگز اسناد مالکیت معدن را بنام او صادر نکرد و به این دلیل خرید معدن به موضوع حل نشده‌ای تبدیل شد که در طول عمر بولیوار باقی بود و تنها در زمانی خاتمه یافت که ونزوئلا از استعمار اسپانیا خارج شد. بولیوار تمامی ثروت شخصی اش را به انقلاب اختصاص داد. او در جریان انقلاب یکی از ثروتمندترین افراد در آمریکای لاتین بود ولی هنگام مردن یکی از فقیرترین افراد این کشور بود.

## زندگی و تحصیلات

### کودکی
سیمون بولیوار در ۲۴ ژوئیه ۱۷۸۳ در خانواده‌ای اشرافی در کاراکاس به دنیا آمد و با نام سیمون خوسه آنتونیو د لاسانتیسیما ترینیداد بولیوار ای پالاسیوس غسل تعمید داده شد. اجدادش از مأموران برجسته و عالی رتبهٔ کشور اسپانیا وابسته به خاندان سلطنتی پادشاهی اسپانیا بودند. خاندان وی در آن زمان از ثروتمندترین خانواده‌های اسپانیایی بوده‌اند.
مادرش ماریا دلاکنسپسیون پالاسیوس ای بلانکو و پدرش سرهنگ دن خوان وینست بولیوار ای پونته بود. دو خواهر بزرگتر از خود و یک برادر داشت. ماریا آنتونیا، خوانا و خوان وینسنت. خواهر دیگر او ماریا دل کارمن در زمان تولد از دنیا رفت.
در سه سالگی پدرش و در نه سالگی مادرش را از دست داد و توسط عمو و معلمانش پرورش یافت.

### جوانی
بولیوار ابتدا در ونزوئلا و سپس در اروپا تحصیل کرد. وقتی چهارده ساله بود دن سیمون رودریگز بخاطر اتهام به توطئه علیه دولت اسپانیا در کاراکاس، مجبور شد کشور را ترک کند. بولیوار سپس به آکادمی نظامی نیروهای مسلح وارد شد. در سال ۱۸۰۰ او به اسپانیا فرستاده شد تا مطالعات نظامی‌اش را در مادرید ادامه دهد. او تا سال ۱۸۰۲ در اسپانیا باقی ماند. در سال ۱۸۰۴ به فرانسه رفت و از آنجا به کشورهای مختلف اروپا سفر کرد.
او در اروپا توانست دانش‌های ادبی و علمی خود را عمیق‌تر کرده و با انقلاب فرانسه آشنا شود. در پاریس شاهد فروپاشی ناپلئون در نوتردام بود. آرمان‌های دموکراتیک الهام گرفته از انقلاب فرانسه زندگی او را تحت تأثیر قرار داده و او را به مبارزه برای استقلال آمریکای جنوبی متقاعد کردند.
بولیوار در سال ۱۸۰۱ با ماریا ترسا دل تورو (María Teresa Rodríguez del Toro y Alaysa) ازدواج کرد و به کشور خود ونزوئلا بازگشت، اما با گذشت کمتر از یک سال از بازگشت، همسرش بر اثر ابتلا به بیماری تب زرد مرد و بولیوار پس از سه سال اقامت در ونزوئلا در سال ۱۸۰۴ به اروپا رفت.

## مبارزات

### ونزوئلا و گرانادای جدید، ۱۸۰۷–۱۸۲۱
بولیوار در سال ۱۸۰۷ به ونزوئلا بازگشت. پس از کودتایی در تاریخ ۱۹ آوریل ۱۸۱۰، ونزوئلا بعد از تشکیل شورای عالی نظامی کاراکاس و سرنگونی سلطه استعماری به استقلال دفاکتو دست یافت. شورای عالی نظامی برای به رسمیت شناخته شدن و دریافت کمک هیأتی را به بریتانیا فرستاد. این هیئت با ریاست بولیوار و دو فرد دیگر بنام‌های آندرس بلیو و لوئیس لوپز مندز با فرانسیسکو د میراندا ملاقات و او را متقاعد کردند تا به سرزمین مادری خود برگردد.

### مبارزه جدی استقلال‌طلبانه در ۱۸۱۰
مبارزهٔ جدی استقلال‌طلبانه مردم ونزوئلا برای آزادی در ۱۸۱۰ آغاز گشت و فرماندهی آن را ژنرال فرانسیسکو د میراندا به‌عهده داشت. او از بولیوار دعوت به همکاری و پیوستن به سپاه مبارز آزادی‌خواه ونزوئلا با درجه سرگردی کرد. بولیوار به این سپاه آزادی‌طلب پیوست. از آوریل سال ۱۸۱۰، کلنل بولیوار به یکی از رهبران عمدهٔ جنبش آزادی‌بخش ونزوئلا تبدیل شد.

### اولین جمهوری ونزوئلا، ۱۸۱۲–۱۸۱۱
در سال ۱۸۱۱، یک هیئت از شورای عالی نظامی که بولیوار هم با آن‌ها بود به همراه تعدادی در لا گواایرا با میراندا ملاقات کرد. در جنگی به فرماندهی میراندا، بولیوار به درجه سرهنگی رسید و در سال ۱۸۱۲ فرمانده پورتو کابلیو شد.

### جمهوری دوم ونزوئلا، ۱۸۱۳–۱۸۱۴
در تاریخ ۲۴ مه، بولیوار وارد مریدا شد، جایی که او به عنوان آزادی‌خواه توصیف شد. در روز ۱۵ ژوئن، بولیوار فرمان جنگ تا سرحد مرگ را صادر کرد، بر اساس این فرمان هر اسپانیایی که به‌طور جدی از استقلال حمایت نمی‌کرد می‌توانست کشته شود. کاراکاس در ۶ اوت ۱۸۱۳ دوباره تصرف شد و بولیوار به عنوان آزادی‌بخش وارد این شهر شد و جمهوری دوم ونزوئلا را تأسیس کرد. 

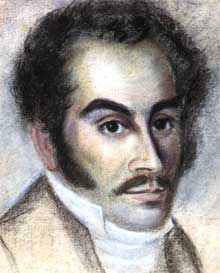
بولیوار در سال ۱۸۱۶-زمان تبعید در هائیتی

### تصرف بوگوتا و آنگوستورا
در سال ۱۸۱۴ او با یک نیروی کلمبیایی، بوگوتا را تصرف کرد. میهن پرستان ونزوئلایی با کمبود نیرو و ادوات جنگی بودند و در نتیجه بولیوار مجدداً شکست خورد و به جامائیکا عقب‌نشینی کرد.
در سال ۱۸۱۵، پس از بروز اختلافات سیاسی و نظامی با دولت کاراگانا، بولیوار از جامائیکا فرار کرد وی پس از اقدام تروریستی در جامائیکا، به هائیتی رفت که مورد حمایت در آن کشور بود. او از الکساندر پایتون، رئیس‌جمهور کشور تازه استقلال یافته، د درخواست کمک کرد. در هائیتی او نیرویی را سازماندهی کرد و در سال ۱۸۱۶ در ونزوئلا فرود آمد و آنگوستورا که در حال حاضر نامش سیوداد بولیوار پایتخت ایالت بولیوار در جنوب شرق ونزوئلا است را تصرف کرد.

## ریاست جمهوری کلمبیا
بولیوار در سال ۱۸۱۹ به گرانادای جدید رفت و در سال ۱۸۱۹ اسپانیایی‌ها را در بوایار شکست داد و سرزمین کلمبیا را آزاد کرد. سپس به انگوستورا بازگشت و کنگره ای را برگزار کرد که جمهوری بزرگ کلمبیا که در حال حاضر کشورهای اکوادور، کلمبیا، پاناما و ونزوئلا است را تشکیل داد. او در ۱۷ دسامبر سال ۱۸۱۹ رئیس‌جمهور کلمبیا شد.

## ادامه پیروزی‌ها

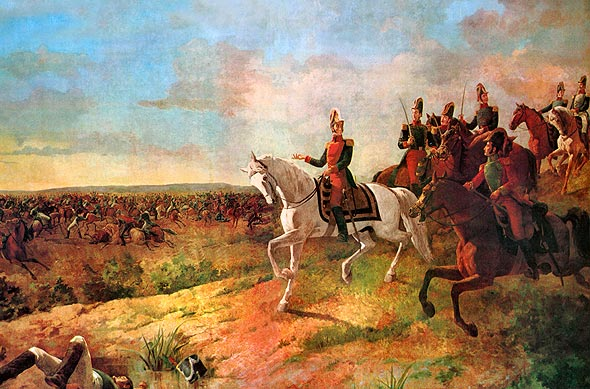
نبرد یونین، اوت ۱۸۲۴

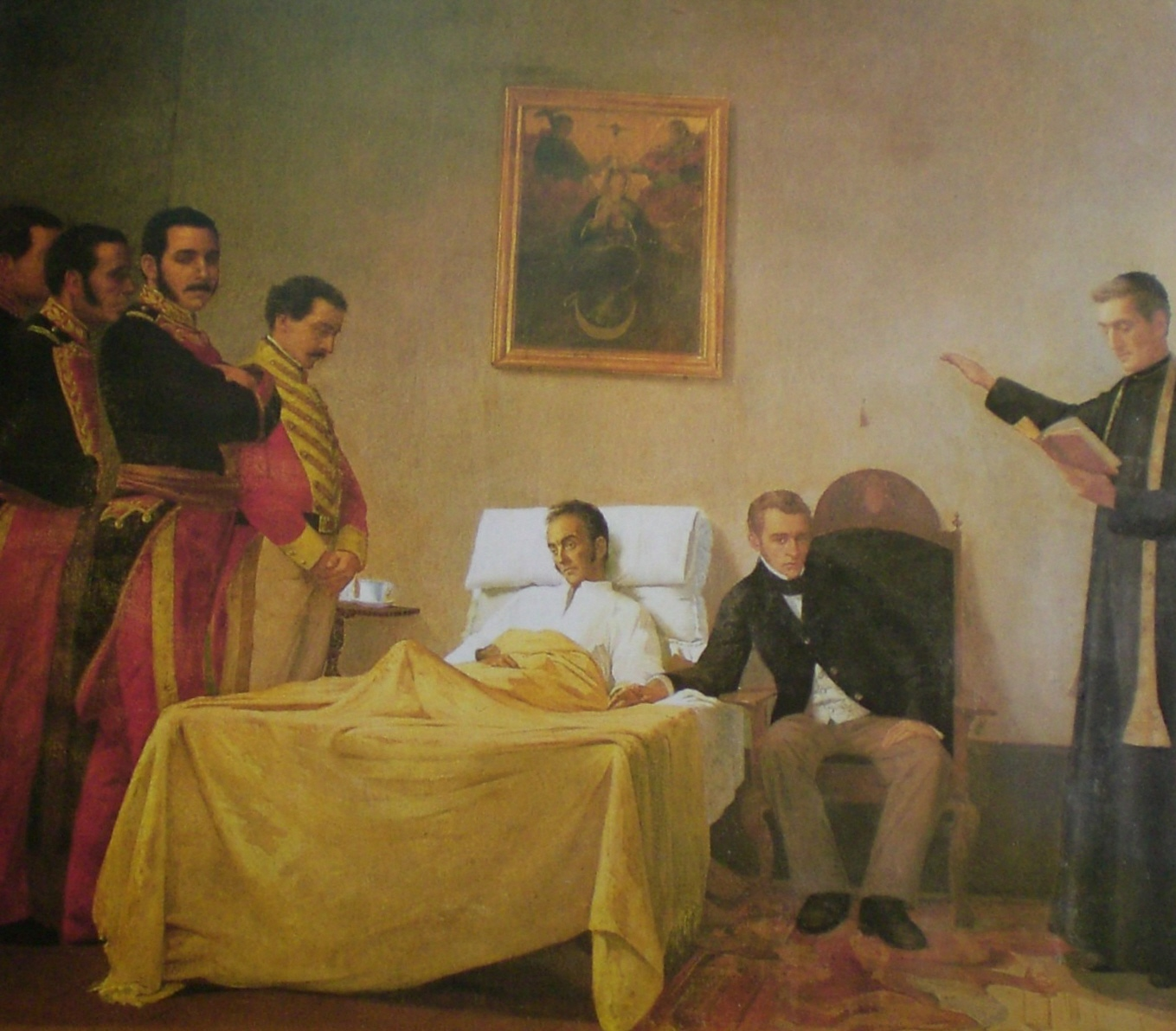
مرگ بولیوار توسط هنرمند ونزوئلا Antonio Herrera Toro

بولیوار در تاریخ ۲۴ ژوئن ۱۸۲۱، ارتش اسپانیا را در کارابوبوی ونزوئلا در هم شکست. در ژوئن ۱۸۲۱ پس از پیروزی در کارابوبو توانست اسپانیایی‌ها را از خاک ونزوئلا بیرون براند. از آن پس سیمون بولیوار تلاش خود را معطوف به آزاد کردن سایر مستعمرات اسپانیا در قاره آمریکای جنوبی کرد. او به اکوادور رفت و آن را به جمهوری جدید کلمبیا اضافه کرد. جنگ در پس جنگ و نهایتاً بولیوار موفق شد کلمبیای بزرگ را متشکل از کشورهای کلمبیا، ونزوئلا و اکوادور آزاد تشکیل دهد.
او مبارزات استقلال‌طلبانه دیگر کشورهای آمریکای لاتین مانند پاناما، بولیوی و پرو را نیز رهبری کرد. در سال ۱۸۲۲ بعد از دیداری که با یکی دیگر از آزادیخواهان داشت حاکمیت کشور پرو را نیز در دست گرفت. در سال ۱۸۲۴، ارتش او نیروهای اسپانیایی را در اواکوچو شکست داد. در سال ۱۸۲۵ پروی علیا مستقل شد و به افتخار او به عنوان کشور بولیوی نامگذاری شد. قانون اساسی که او برای بولیوی طراحی کرد، یکی از مهم‌ترین کارهای سیاسی او به‌شمار می‌رود.

## میراث و درگذشت
سیمون بولیوار تمام ثروت سرشار و ارثیه هنگفت پدرش را در راه پیشرفت انقلاب و آزادی سرزمین‌های آمریکای لاتین گذاشت تا اینکه در ۱۷ دسامبر سال ۱۸۳۰ میلادی در چهل و هفت سالگی در نزدیکی شهر سانتا مارتا در کلمبیا به علت ابتلا به بیماری سل درگذشت.

## نبش قبر سیمون بولیوار
دولت ونزوئلا به منظور آغاز تحقیقات بر روی علت مرگ سیمون بولیوار قهرمان ملی ونزوئلا، بقایای جسد وی را از آرامگاه او در کاراکاس بیرون آوردند. شبکه تلویزیونی سی‌ان‌ان تصاویری را از بررسی بقایای جنازه سیمون بولیوار قهرمان ملی ونزوئلا توسط پزشکان منتشر کرد. در تصاویر پخش‌شده از این شبکه تلویزیونی پزشکان و محققان در حال بررسی باقیمانده جنازه بولیوار پس از نبش قبر وی که به منظور تحقیقات بیشتر دولت ونزوئلا صورت گرفته، دیده می‌شوند.
باور عمومی در ونزوئلا تاکنون بر این بوده که سیمون بولیوار که در سال ۱۷۸۳ در کاراکاس به دنیا آمده بود، در سال ۱۸۳۰ بر اثر بیماری سل درگذشته است اما هوگو چاوز بر این موضوع تأکید دارد که بولیوار از سوی دشمنانش به قتل رسیده و بر اثر بیماری نمرده‌است و هم‌چنین در فیلم آزادی‌خواه مرگ او به صورت یک توطئه بیان شده‌است. اصرار هوگو چاوز بر این موضوع موجب  شد تا دولت ونزوئلا تحقیقات خود درباره این موضوع را آغاز کرده و در همین راستا اقدام به نبش قبر او کردند تا کارشناسان پزشکی قانونی، بررسی خود بر روی بقایای وی را آغاز کنند. رئیس‌جمهور ونزوئلا همزمان با تماشای تصاویر نبش قبر بولیوار و بیرون آوردن بقایای وی، در صفحه توئیتر خود اعلام کرد که با دیدن استخوان‌های قهرمان ملی ونزوئلا اشک ریخته‌است. نهایتاً در سال ۲۰۱۱ متخصصان سم‌شناس بین‌المللی گزارش خود را منتشر کردند که، بر اساس آن، هیچ سندی دال بر مسمومیت یا دیگر دلایل غیرطبیعی مرگ بدست نیامده است.

## یادبود

### تندیس بولیوار
- سیمون بولیوار در کشورهای آمریکای جنوبی، به‌ویژه در ونزوئلا به عنوان قهرمان ملی، محبوب همگان است. هم‌اکنون تندیس او در بسیاری از شهرهای جهان برپاست.
- تندیس اسب‌سوار پس از مرگش ساخته و در شهر لیما پایتخت پرو برپا شد.
- در سال ۱۳۸۳ شهرداری تهران بلواری را در انتهای بزرگراه اشرفی اصفهانی (تهران) به نام سیمون بولیوار نام نهاد.[۷]

### اثر سینمایی
در سال ۲۰۱۳ فیلم سینمایی آزادی‌خواه در خصوص زندگانی و مبارزات وی ساخته شد.

### نگارخانه

Monuments
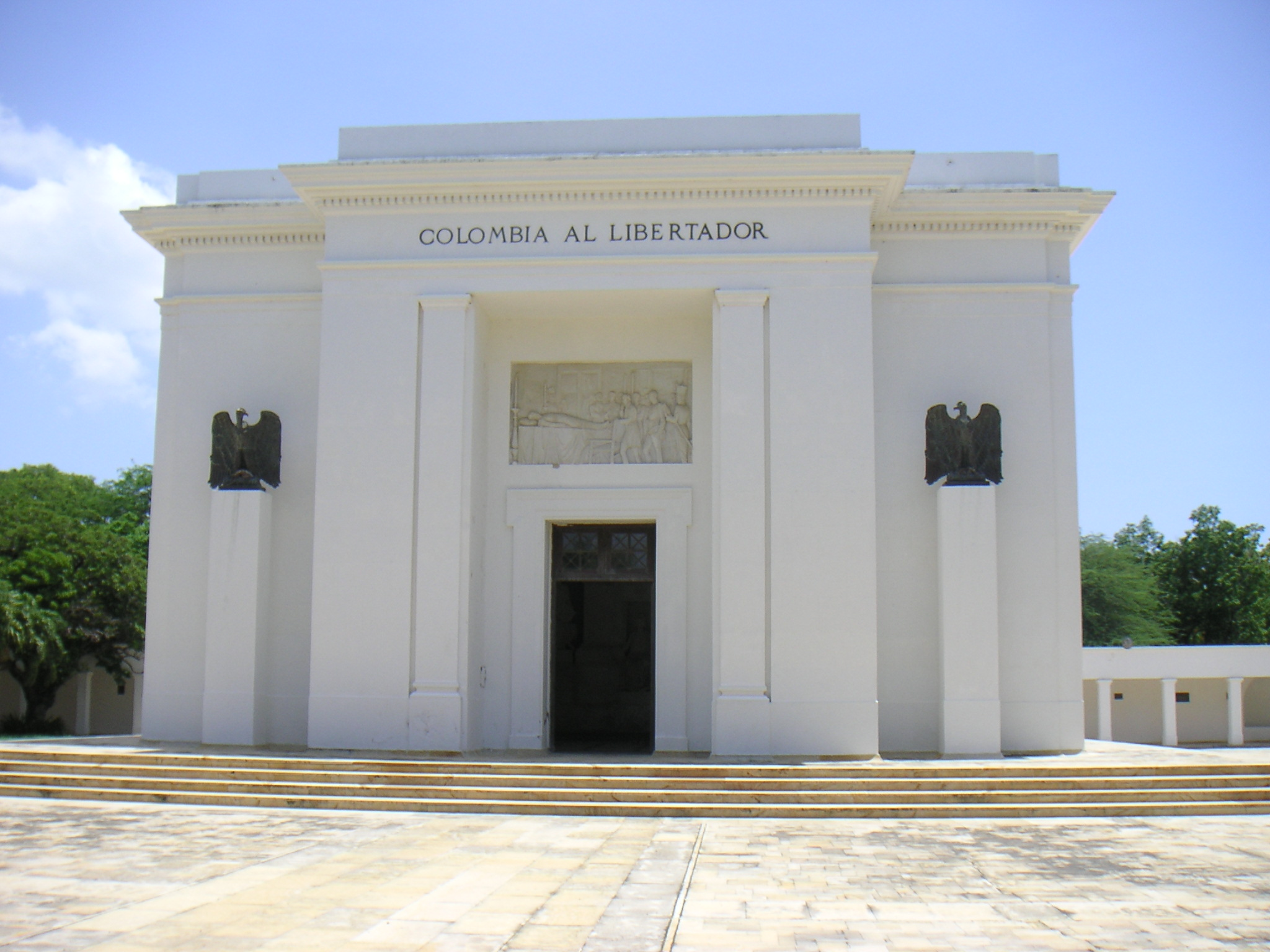
بنای یادبود سیمون بولیوار، در سانتا مارتا (کلمبیا)
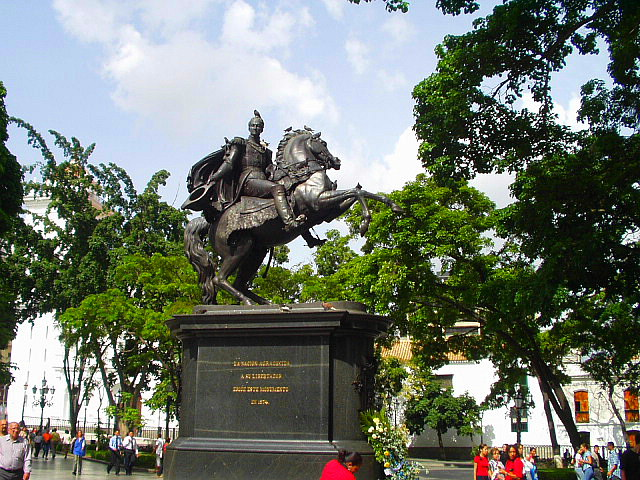
مجسمه بولیوار در پلازا بولیوار در کاراکاس توسط آدامو تدولینی
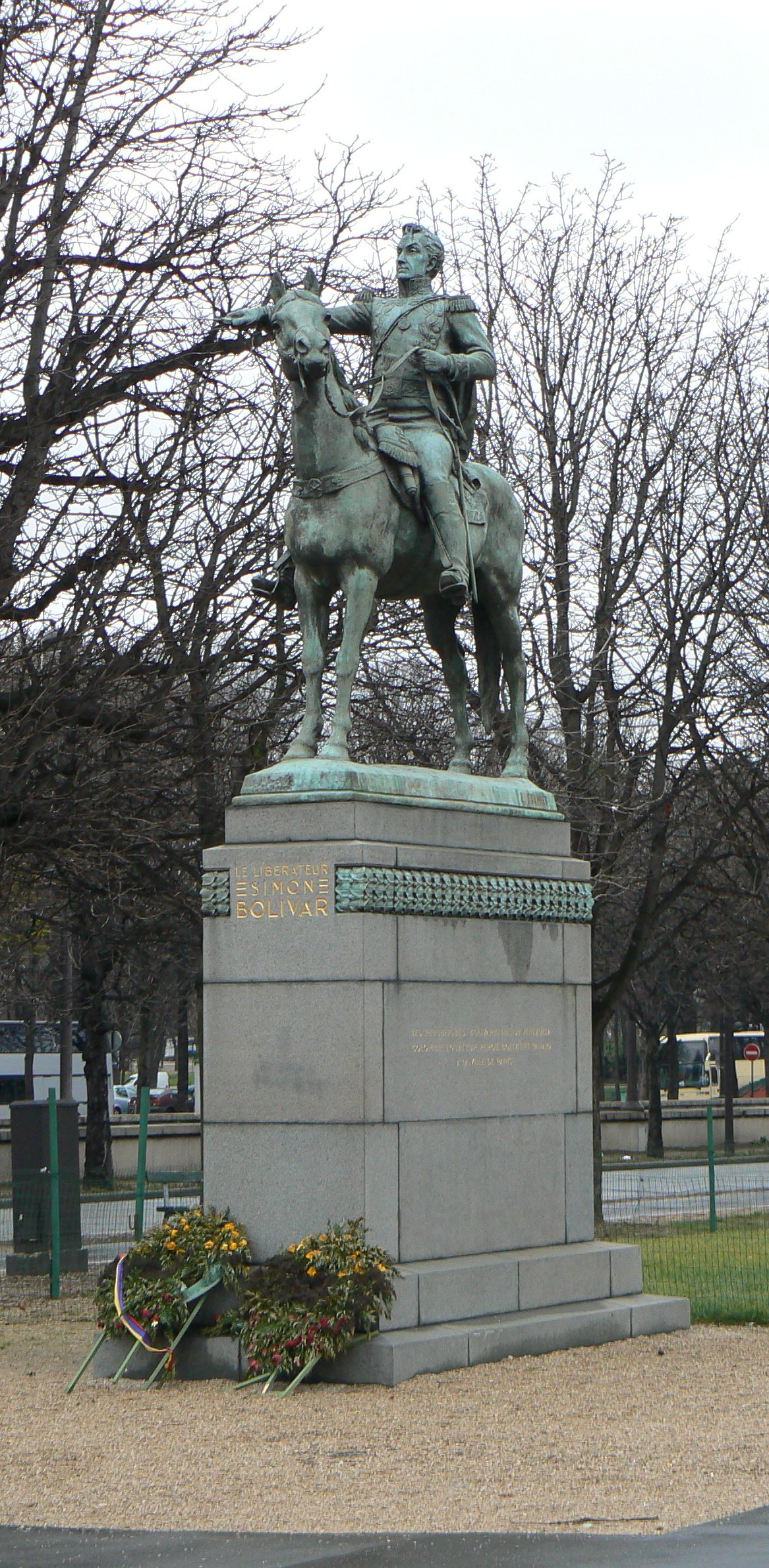
مجسمه سیمون بولیوار در پاریس
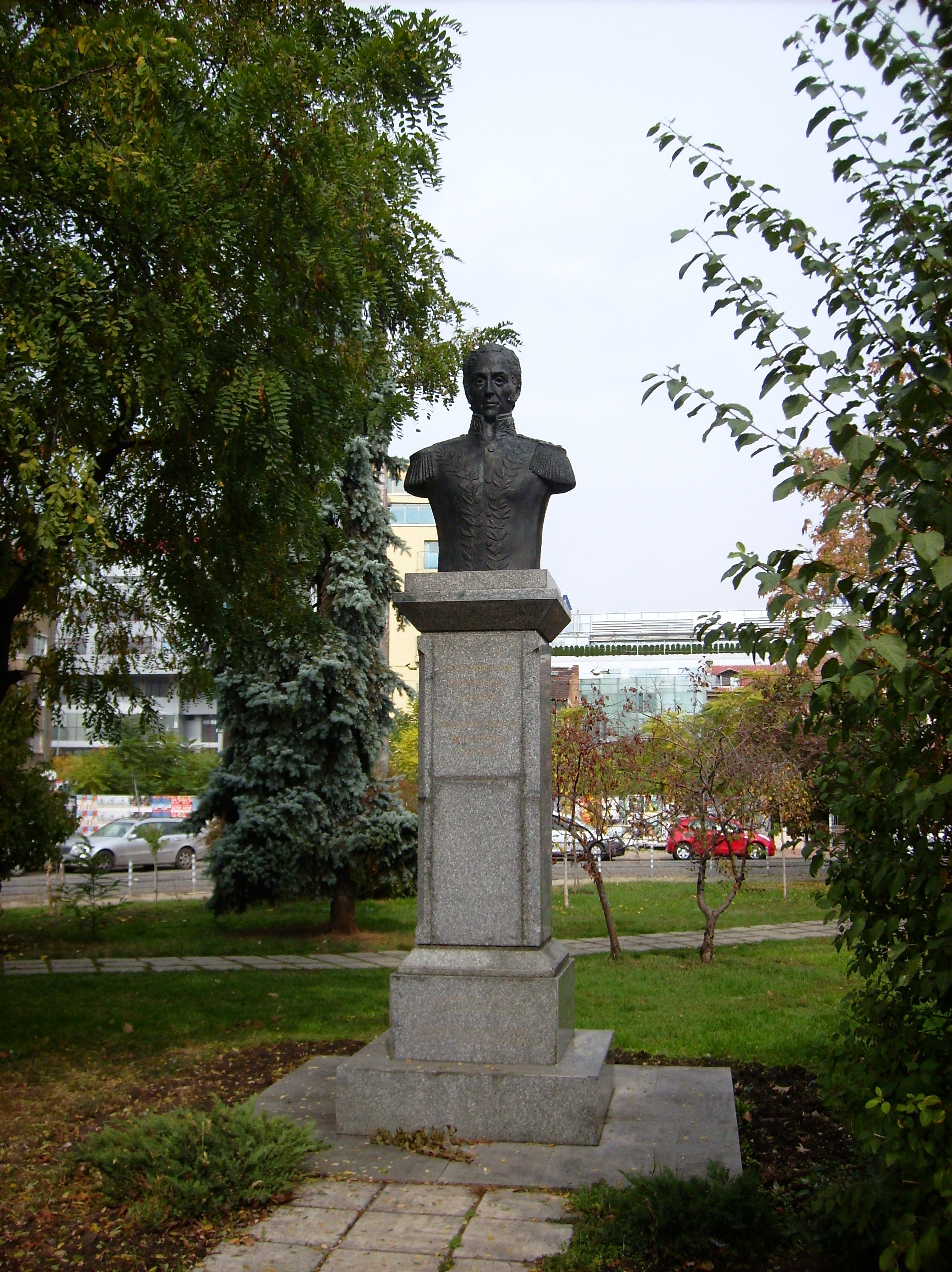
یک بنای تاریخی به افتخار سیمون بولیوار در صوفیا ، بلغارستان
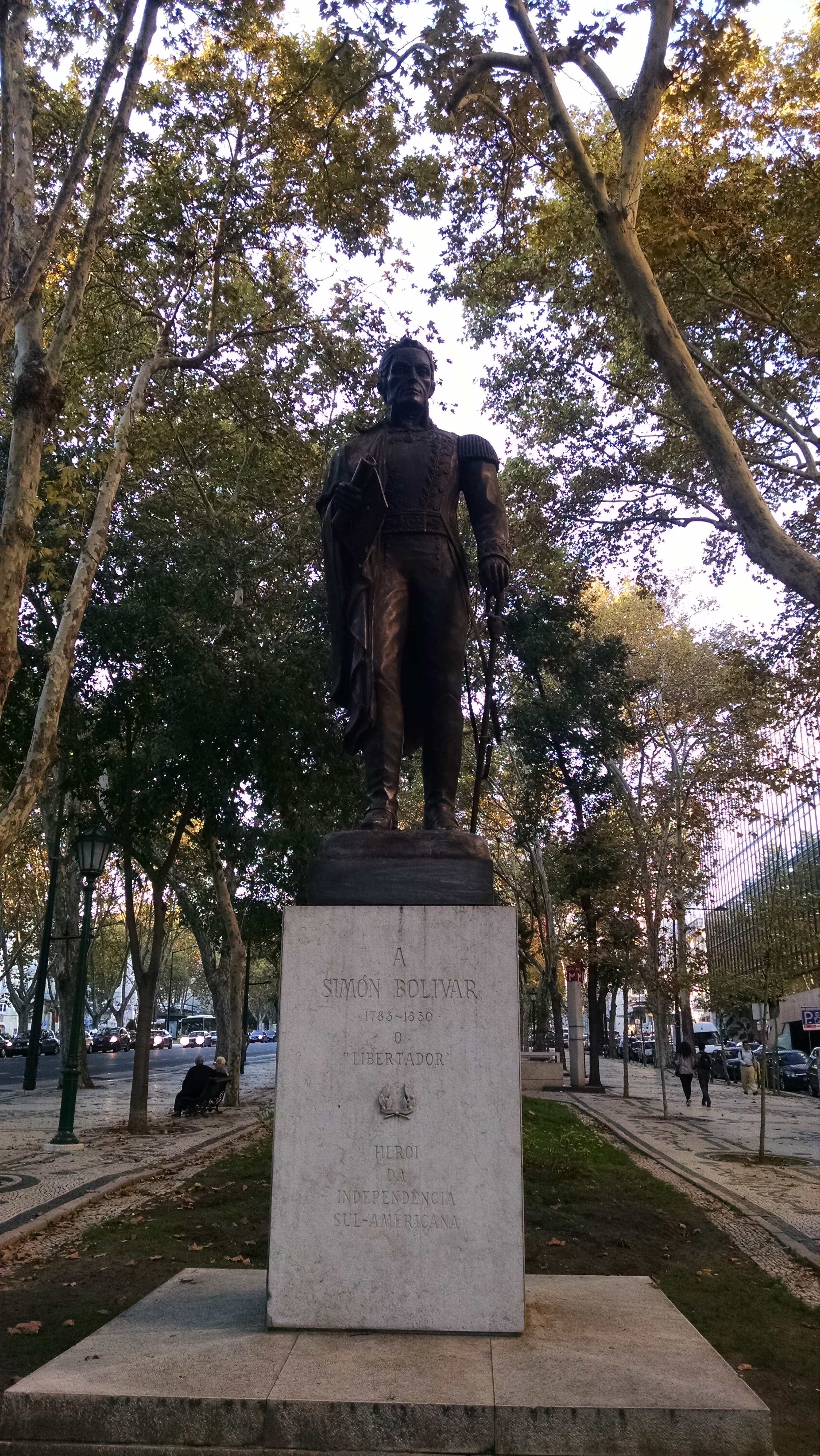
مجسمه سیمون بولیوار در لیسبون، پرتغال.
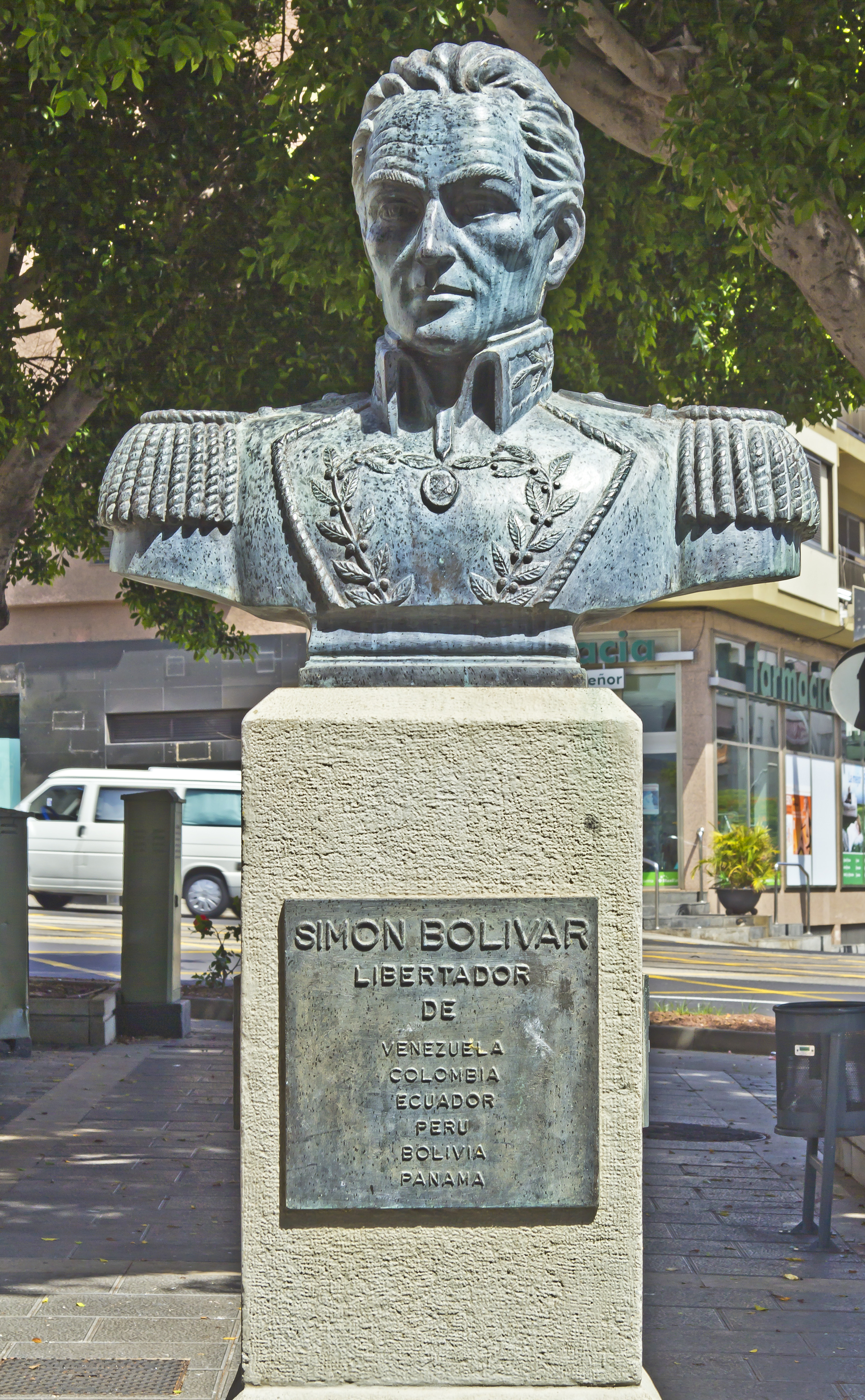
مجسمه سیمون بولیوار در سانتا کروز د تنریف، اسپانیا.
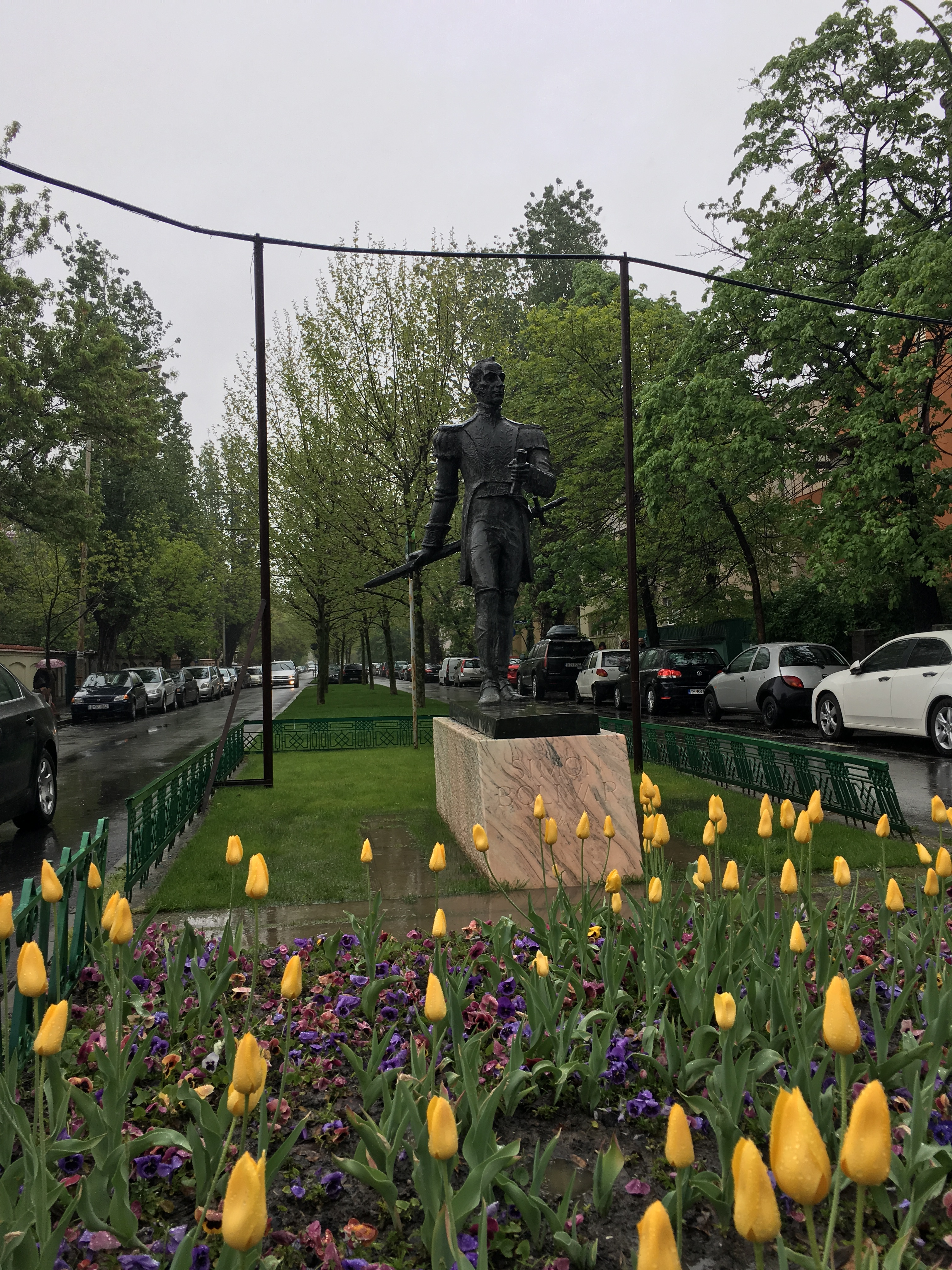
مجسمه سیمون بولیوار در بخارست، رومانی.
تندیس سیمون بولیوار در بوستان گفتگو ، تهران، ایران
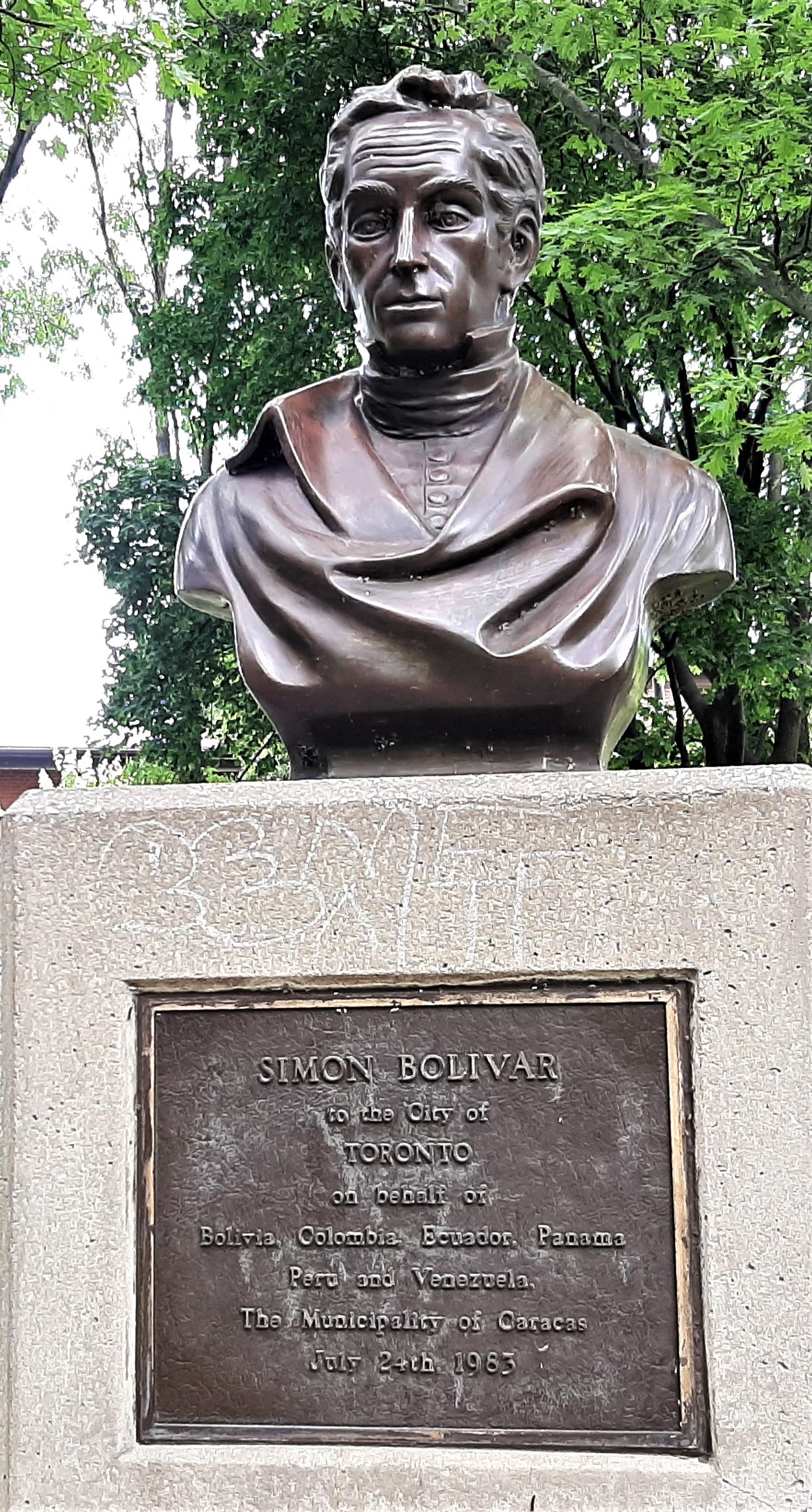
تندیس سیمون بولیوار در تورنتو، کانادا